# Кэри, Пит
Пит Кэри (англ. Pete Carey; род. 2 апреля 1940 года) — американский журналист и лауреат Пулитцеровской премии, бо́льшую часть своей карьеры проработавший в отделе журналистских расследований Mercury News.

## Биография
Пит Кэри получил экономическое образование в Калифорнийском университете в Беркли. Его журналистская карьера началась с должности репортёра в San Francisco Examiner в 1964-м. Но уже через год он присоединился к ливерморскому штату Independent, где два года прослужил редактором.
В 1983 Кэри стал стипендиатом журналисткой программы в Стэнфордском университете, где провёл год. Позже он присоединился к команде Mercury News в качестве репортёра, специализировавшегося на аэрокосмической тематике и занимавшегося специальными проектами редакции. Его статьи были сосредоточены на американских благотворительных кампаниях в Мексике, деятельности Законодательного собрания Калифорнии, иммиграционных вопросах и развитии сферы высоких технологий. Когда он присоединился к отделу расследований, журналист принял участие в раскрытии хищений президента Филиппин Фердинанда Маркоса и его соратников. Серия статей принесла Кэри, Кэтрин Эллисон и Льюису Саймонсу совместную Пулитцеровскую премию за международный репортаж в 1986 году.
В 1990 году совместное расследование Кэри и других членов редакции обрушения крупной автомагистрали во время землетрясения в районе Сан-Франциско принесло Mercury News ещё одну Пулитцеровскую премию. Более поздние работы Кэри касались расследования мошенничеств с ипотечными кредитами и других общественно значимых тем. В 2016 году корреспондент вышел на пенсию, проработав в Mercury News почти 49 лет. К 2020-му Кэри присоединился к программе наставничества молодых журналистов, реализуемой Фондом журналистских расследований совместно с Фондом Скриппса Говарда.

## Награды
Помимо Пулитцеровской премии, за свою карьеру журналист был удостоен:
- Премии Пенни-Миссури[англ.] (1985);
- Премии Пресс-клуба Сан-Франциско (1985);
- Премии Марка Твена;
- Мемориальной награды Джорджа Полка (1986);
- Награды от Сообщества редакторов и журналистов, занимающихся расследованиями (1986);
- Премии Джесси Меритон Уайт[англ.] (1986);
- Премии Томаса М. Стейкса от Вашингтонского центра журналистики (1991);
- Премии Малкольма Форбса[англ.] от Клуба зарубежных корреспондентов[англ.] (1993);
- Премии Джеральда Леба[англ.]от Высшей школы менеджмента Андерсона[англ.] (1993 год);
- Премии Best of the West (1993, 1995);
- Премии за служение обществу от Калифорнийской ассоциации новостных издателей[англ.] (1996);
- Премии Фэрбенкса за служение обществу[англ.], Associated Press (1996);
- Премии за выдающиеся достижения в области журналистики от Профессионального журналистского сообщества[англ.] (2016)[6].